# Unio Trium Nationum

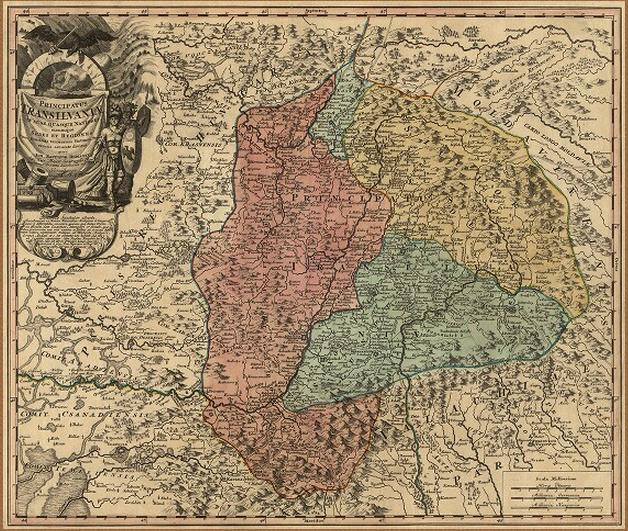
I territori delle Tre Nazioni in una mappa di Johann Homann del primo decennio del secolo XVIII

L'Unio Trium Nationum (espressione latina per: Unione delle tre nazioni;  in ungherese: Három nemzet szövetség; in tedesco: Union der drei Nationen; in romeno: Uniunea celor trei neamuri) o Fraterna Unio (Unione fraterna; in tedesco: Brüderliche Union; in romeno: Uniunea Frățească) o Kápolnai unió (in ungherese per: Unione di Kápolna) fu un patto di mutuo sostegno politico e militare concluso durante la soppressione della rivolta di Bobâlna a Kápolna (attuale Căpâlna) il 16 settembre 1437 e riaffermato a Turda (Torda, Thorenburg) il 2 febbraio 1438 dagli stati privilegiati transilvani. In realtà le parti firmatarie non furono tre, ma quattro: la nobiltà ungherese transilvana, il clero cattolico, i cittadini delle città sassoni e quelli delle città sicule.  

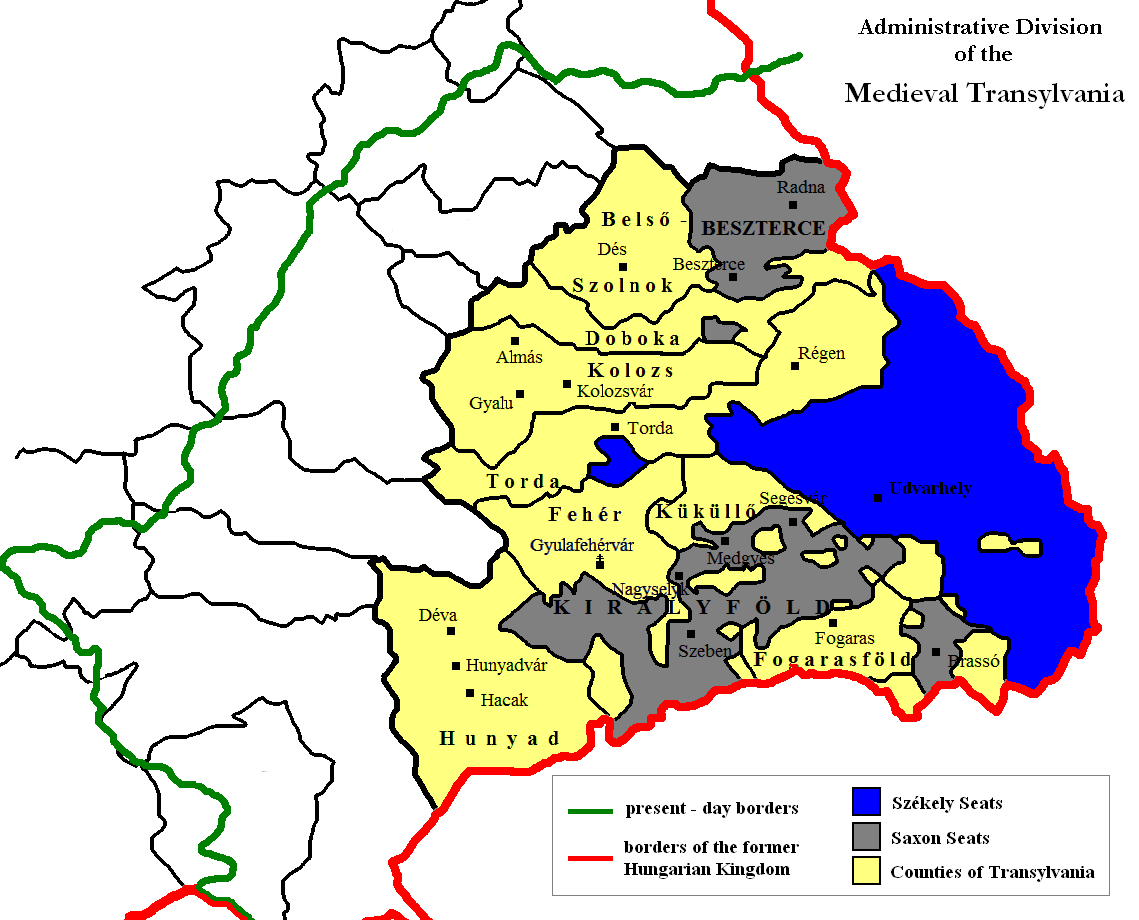
La suddivisione amministrativa della Transilvania all'epoca dell'Unione e fino alla riforma del 1711

L'unione era diretta contro l'intera popolazione contadina, a prescindere dall'etnia di appartenenza, benché la maggioranza fosse romena e ortodossa. Fu una reazione alla rivolta contadina transilvana. Si costituì così un parlamento per stati, in cui i contadini (che fossero ungheresi, sassoni, siculi o romeni) non venivano rappresentati, perciò non potevano beneficiare di alcuna deliberazione a loro favore, in quanto la gente comune non era considerata parte di queste "nazioni". 
Mentre era in corso la soppressione armata degli insorti di Bobâlna, venne proclamata l'unione che dopo aver specificato quale sarebbe stato il modo di approvvigionamento dell'esercito durante la guerra, stabiliva che coloro che aveva aderito al patto si obbligassero da allora in avanti a intervenire quando una delle parti fosse stata attaccata e chiesto aiuto. Sebbene l'accordo sia noto nella storia come Unio Trium Nationum, questa espressione non appare come tale nel testo del patto, ma come Fraterna Unio. 
L'Unione ha portato alla completa eliminazione dei servitori dalla vita politica e sociale della Transilvania, sebbene i servi costituissero la stragrande maggioranza della popolazione del Voivodato. Le nuove disposizioni si consolidarono a scapito del diritto consuetudinario valacco, che gradualmente scomparve. La posizione dei romeni della Transilvania, la stragrande maggioranza dei quali servi, divenne sempre più difficile, poiché l'Unio Trium Nationum aboliva ed escludeva tacitamente l'Universitas Valachorum dall'Unione e da qualsiasi forma di partecipazione politica o sociale. I rumeni a partire da questo momento furono considerati in Transilvania, in base alle disposizioni incluse nell'atto, una nazione "tollerata", questo status fu mantenuto fino all'abolizione della servitù della gleba e del sistema politico di tipo feudale sotto Giuseppe II d'Asburgo nel 1781. 
Il 2 febbraio 1438 l'Assemblea Generale della nobiltà ungherese della Transilvania si riunì a Turda, per approvare il documento e quanto stabilito dal patto 